# Arado Ar 234
Arado Ar 234 "Blitz" (lyn) var et tysk jetdrevet bombefly, udviklet og produceret for Luftwaffe af Arado Flugzeugwerke, Warnemünde under 2. verdenskrig. Prototypen fløj første gang 30. juli 1943 og er verdens første jetdrevne bombefly. 2. august 1944 blev Ar 234 også verdens første jetdrevne rekognosceringsfly. Flyet blev hovedsagelig benyttet som rekognosceringsfly og var så godt som umuligt at bekæmpe.
Ar 234 blev produceret i 5 udgaver, deriblandt som natjager.